# Шлай
Шлай (устар. Шлей; нем. Schlei, дат. Slien) — узкая и длинная фиордообразная бухта Балтийского моря на севере Германии, вдаётся на 42 км в восточный берег земли Шлезвиг-Гольштейн. По бухте проходит граница между районами Шлезвиг-Фленсбург и Рендсбург-Экернфёрде. Средняя глубина бухты составляет 3,8 м, поэтому в бухту могут заходить суда лишь с небольшой осадкой. Площадь водной поверхности 54,6 км², объём — 163,8 млн м³.

## География
Недалеко от входа из Кильской бухты в Шлай расположена коммуна Масхольм, около которой находится небольшой залив Вормсхофтер-Нор (Wormshöfter Noor). Немного западнее по обоим берегам Шлая лежит город Каппельн, на территории которого залив поворачивает на юг и идёт до города Арнис.
После этого бухта тянется на юго-запад, и, минуя Ульснис, в районе коммуны Бродерсби через протоку попадет в наиболее широкую свою часть, называющуюся Гросэ-Брайте (Große Breite). Здесь на южном берегу стоит посёлок Боргведель, а сама бухта продолжается на запад, где расположены посёлок Фардорф (на южном берегу) и город Шлезвиг (на северном).
В самой южной части бухты располагаются два озера — Хадебайер-Нор (Haddebyer Noor) и Зелькер-Нор (Selker Noor). В южной части устья бухты расположена бывшая военно-морская база Olpenitz.

## Использование
Бухта Шлай богата рыбой. В ней водится сельдь, угорь, окунь и лещ. В районе города Каппельн сохранился последний в Европе работающий загон для сельдей, о чём напоминает местный праздник парусного спорта. Бухта также популярна среди любителей парусного спорта.

## История
Викинги предпочитали селиться в глубине узких заливов, откуда можно было заранее заметить приближение по водной глади врага и при необходимости ретироваться по воде либо по суше. Шлай представлял в этом отношении идеальное место прямо посередине Европы. Викинги, орудовавшие к востоку от Шлая, известны в истории как варяги, к западу — как норманны. На Хадебайер-Нор некогда стояла столица датских викингов Хедебю, откуда можно было контролировать торговый путь в Северное море.
На запад от Хедебю, ныне восстановленного и привлекающего сотни туристов, отходит вал южной части раннесредневековых датских укреплений Даневирке (дат. Danevirke). На южном берегу озера Зелькер-Нор, где ныне находится коммуна Зельк, начинался волок к реке Райдер-Ау (Rheider Au), через который варяжские ладьи спускались в реки Трене и Айдер, а затем выходили в Северное море. В настоящее время с этой целью используется Кильский канал.
В 1416 году голштинцы засыпали устье бухты Шлай, чтобы преградить доступ датским судам к Шлезвигу. Позже пришлось вырыть южнее устья канал к морю глубиной 2,2 м. В 1582 году герцог Адольф (сын Фредерика I) приказал отгородить дамбой западное окончание бухты, в результате чего образовалось озеро Бургзе. На этом озере расположен остров с замком Готторф, который дал название той ветви Ольденбургской династии, которая правила Россией с 1796 по 1917 годы.

## Переправы
- Мост Шлайбрюке (Schleibrücke) в Каппельне
- паром в Арнисе
- Раскрывающийся мост Линдаунисбрюке[нем.]
- паром недалеко от Бродерсби